# Gigabit Ethernet
Pour les articles homonymes, voir GBE.
Gigabit Ethernet (GbE) est un terme utilisé pour décrire différentes techniques utilisées pour mettre en œuvre le standard Ethernet à des taux de transfert de données d'un gigabit par seconde (ou 1 000 mégabits par seconde).
Ces technologies reposent sur de la paire torsadée de câbles de cuivre ou sur de la fibre optique.
Elles sont définies par les standards IEEE 802.3z et 802.3ab. 

## Définitions IEEE 802.3z: 1000BASE-X

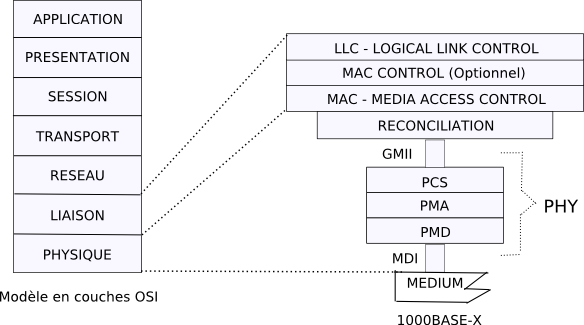
Couches physiques du standard 1000Base-X

### 1000BASE-LX
- Support laser grandes ondes sur fibre optique multimodes et monomode destiné aux artères de campus.
- Longueur maximale 10 km

### 1000BASE-SX
- Support laser ondes courtes sur fibre optique multimodes destiné aux artères intra-muros.
- Longueur maximale 550 m

### 1000BASE-CX
- Support Paires torsadées blindées 150 ohms destiné aux connexions entre serveurs dans le même local.
- Longueur maximale 25 m

## DéfinitionIEEE802.3ab:1000BASE-T

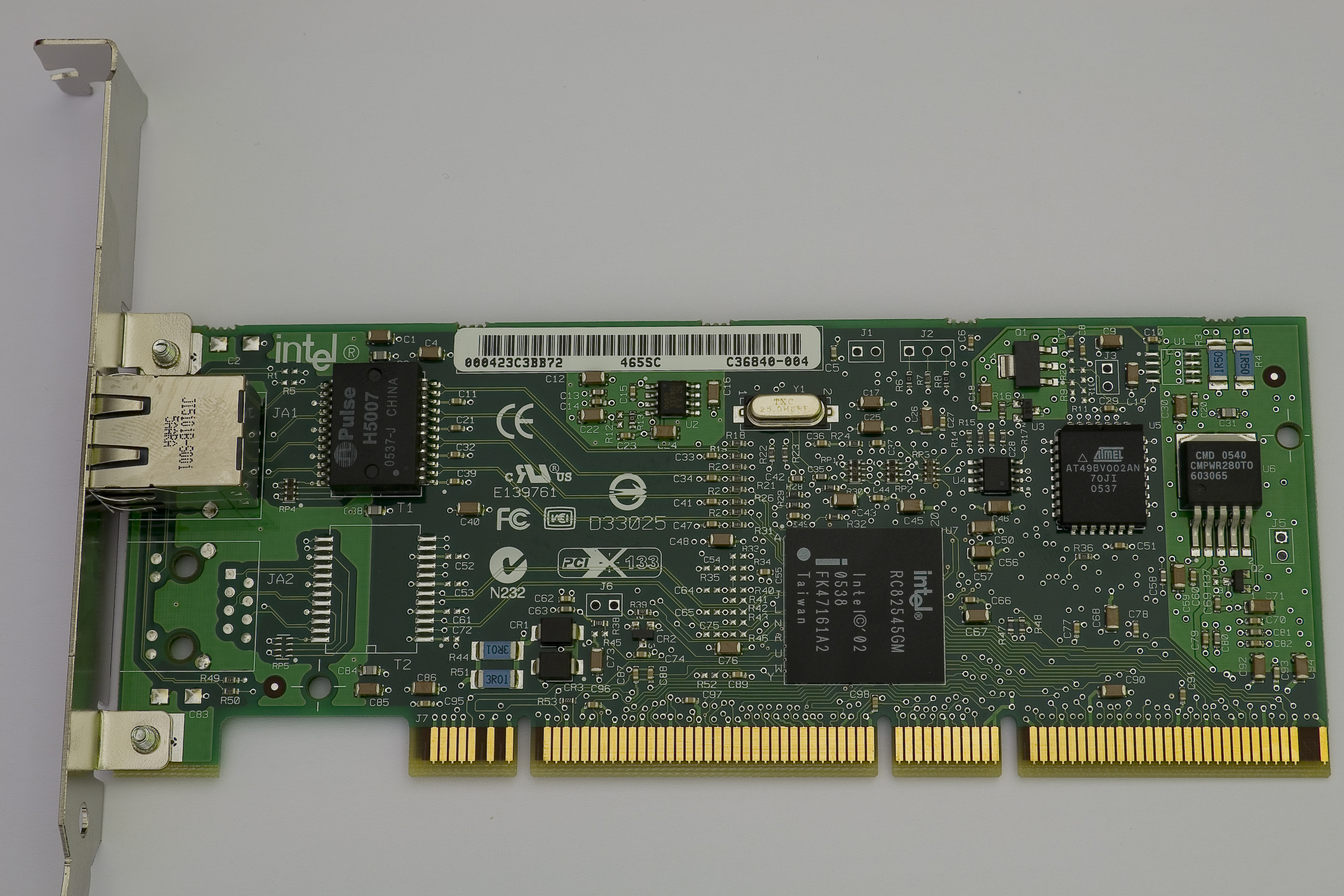
Carte réseau Intel 1000BASE-T

- Support minimum : câble en paires de cuivre torsadées non blindées de câble catégorie 5.
- Longueur maximale 100 m

Cette définition est très importante ; c'est elle qui permet d'utiliser le Gigabit Ethernet dans la majorité des installations actuelles.
Les installations existantes ont souvent besoin d'une « requalification ». Cette technologie utilise les câbles FTP ((en) Foiled twisted pairs) de catégorie 5 au maximum de leur certification. De nouvelles catégories de câbles sont aussi utilisables : 5enhanced à 100 MHz, 6 à 200 MHz, 6a à 500 MHz et 7 à 600 MHz. 

## DéfinitionIEEE 802.3ae: 10 Gbit/s
Le standard Gigabit Ethernet a été complété par le standard 10 Gigabit Ethernet qui a été approuvé par l'IEEE en 2002 sous la norme IEEE 802.3ae et permet un débit 10 fois plus important.
- Standard sur fibre optique ou cuivre, pour les réseaux locaux, métropolitains et étendus

Il comporte 8 types de médias : 10GBase-sr -lx4 -lr - er -sw -lw -ew en fibre et 10GBASE-T en cuivre.

## DéfinitionIEEE 802.3ba: 40 Gbit/s et 100 Gbit/s
Les réseaux Ethernet à 40 et 100 gigabits par seconde ont été normalisés par l'IEEE en juin 2010 sous la norme 802.3ba.
- Fonctionne sur fibre optique monomode ou multimode, pour les réseaux locaux, métropolitains et étendus.